# Bush
Bush — британський рок-гурт, заснований в 1992 році.

## Історія
Засновником та фронтменом гурту є Гевін Россдейл (гітара, вокал). Іншими учасниками гурту були Найджел Пулсфорд (гітара), Дейв Парсонс (бас-гітара) та Робін Гудрідж (барабани). Попри британське походження, невдовзі після створення колективу Bush підписали контракт з американським лейблом Interscope Records. Дебютна платівка Sixteen Stone вийшла в 1994 році, а пісня «Everything Zen» потрапила до ротації на телеканалі MTV. В 1995 році сингли «Little Things», «Comedown» та «Glycerine» опинились на найвищих місцях американських рок-чартів. Попри комерційний успіх, відгуки критиків та фанатів альтернативного року були незадовільними.
Для своєї другої платівки музиканти звернулись до продюсера Стіва Альбіні, відомого по роботі як з інді-командами, так і великими рок-гуртами, на кшталт Pixies та Nirvana. Під їхнім керівництвом в 1996 році було записано та видано альбом Razorblade Suitcase, який очолив американський чарт, та опинився на четвертому місці в британському хіт-параді. Основними синглами стали «Swallowed», «Greedy Fly» та «Cold Contagious», а відгуки критиків були трошки кращими, аніж у попереднього лонгплею. До того ж у 1997 році вийшов альбом реміксів Deconstructed.
Третя платівка Bush The Science of Things вийшла в 1999 році, а четверта Golden State — у 2001 році. Ці роботи були не такими успішними, як перші альбому гурту, проте популярність Bush залишалась досить високою. У 2002 році після декількох змін в складі колектив розпався. Пулсфорд розпочав сольну кар'єру, а Россдейл започаткував проєкт Institute. У 2005 році вийшли збірки Bush The Best of '94 — '99 та Zen X Four.
У 2011 році Bush зібрались вже в іншому складі. Із засновників гурту залишились Россдейл та Гудрідж (барабани), до яких приєднались Кріс Трейнор (гітара) та Корі Бріц (бас-гітара). Першим альбомом оновленого гурту став The Sea of Memories із хітом «The Sound of Winter». Надалі музиканти випустили ще дві платівки: Man on the Run (2014) та Black and White Rainbows (2017).
У 2019 році барабанщика Робіна Гудріджа змінив Нік Х'юз. Разом з ним було записано восьмий студійний альбом The Kingdom, до якого увійшли сингли «Flowers on a Grave» та «Bullet Holes»; остання пісня потрапила до саундтреку до фільму «Джон Уік 3».

## Музичний стиль
Британський гурт став популярним на хвилі інтересу до альтернативної музики. Колектив грав гітарну музику, трохи схожу на «саунд Сіетлу» початку дев'яностих, побудовану на чергуванні гучних та тихих фрагментів пісень. Проте, на відміну від більшості гранджових фронтменів, Гевін Россдейл виглядав більш привабливо та сексуально, а його голос був «хлопчачим» та «розкішно змученим». До гурту ставились зневажливо як слухачі, так і критики, вважаючи Bush всього лише сумішшю Nirvana та Pearl Jam. Проте на піці кар'єри Bush вдалось випустити декілька по-справжньому хітових пісень, включаючи пауер-балладу «Swallowed», яку в виданні Rolling Stone Album Guide назвали одним за найкращих забутих хітів дев'яностих.
Після возз'єднання Bush продовжували грати ту ж саму музику, що і в дев'яності роки. Так, наприклад, на думку Корі Гроу (Rolling Stone), який оглядав останню платівку The Kingdom (2020), «Гевін Россдейл використовує все ті ж трюки, але вони виглядають застарими». Гроу виділив «болісний та неохайний» вокал Россдейла, а також докорив фронтмену тим, що він грає «той самий монохромний грандж, який вперше продав чверть століття тому».

## Склад гурту
Поточний склад
- Гевін Россдейл — вокал, ритм-гітара
- Кріс Трейнор — соло-гітара, бек-вокал
- Корі Бріц — бас-гітара, бек-вокал
- Нік Х'юз — барабани

Колишні музиканти
- Найджел Пулсфорд — соло-гітара, бек-вокал
- Дейв Парсонс — бас-гітара
- Робін Гудрідж — барабани

## Дискографія
- 1994 — Sixteen Stone
- 1996 — Razorblade Suitcase
- 1999 — The Science of Things
- 2001 — Golden State
- 2011 — The Sea of Memories
- 2014 — Man on the Run
- 2017 — Black and White Rainbows
- 2020 — The Kingdom
- 2022 — Art of Survival
- 2025 — I Beat Loneliness